# Ruta Estatal de California 193
La Ruta Estatal de California 193, y abreviada SR 193 (en inglés: California State Route 193) es una carretera estatal estadounidense ubicada en el estado de California. La carretera inicia en el Oeste desde la SR 65     en Lincoln en sentido Este hasta finalizar en la SR 49     en Placerville. La carretera tiene una longitud de 59,5 km (37 mi).

## Mantenimiento
Al igual que las autopistas interestatales, y las rutas federales y el resto de carreteras estatales, la Ruta Estatal de California 193 es administrada y mantenida por el Departamento de Transporte de California por sus siglas en inglés Caltrans.

## Cruces
La Ruta Estatal de California 193 es atravesada principalmente por los siguientes cruces:

 I 80  SR 49   en Auburn